# Оль (посёлок)
Оль — железнодорожная станция в Смидовичском районе Еврейской автономной области России.

## География
Станция Оль стоит на правом берегу реки Большой Ин.
Станция Оль расположена на автотрассе Чита — Хабаровск, рядом проходит Транссибирская магистраль.
Расстояние до районного центра пос. Смидович около 15 км (на восток по автотрассе Чита — Хабаровск), расстояние до Биробиджана (на запад по автотрассе Чита — Хабаровск) около 55 км.

## Население
| 1992 | 2002 | 2010 |
| ---- | ---- | ---- |
| 55   | ↘37  | ↘23  |

## Инфраструктура
- Станция Оль Хабаровского отделения ДВЖД, жители работают на железной дороге.